# Cyperus rotundus
A Cyperus rotundus, mais conhecida por tiririca, junça-aromática, junça-de-conta ou juncinha, é uma planta pequena, de rápido desenvolvimento, pertencente à família Cyperaceae, e ao gênero Cyperus. Produz pequenos tubérculos de alto poder regenerativo (um único tubérculo cortado pode dar origem a várias plantas) ricos em fitormônios, sendo usado inclusive na produção de mudas de outras plantas por estaqueamento. É uma planta de difícil controle no campo, quer seja por controle mecânico (capinas) ou mesmo por herbicidas.

## Etimologia
"Tiririca" originou-se do tupi tyryryk, verbo que significa arrastar-se, ir de arrasto, devido ao fato de essa planta se espalhar rapidamente por terrenos. A origem do nome rotundus vem do adjetivo latino que significa "redondo", numa alusão aos tubérculos arredondados que se formam no solo.

## Descrição
É provável que o local de origem da tiririca seja a Índia. É considerada uma das espécies vegetais com maior amplitude de distribuição no mundo. Está presente em todos os países de clima tropical e subtropical e em muitos de clima temperado. No Hemisfério Norte ocorre a partir do sul dos Estados Unidos e da Europa, aumentando sua presença em direção aos trópicos.
No Brasil, ocorre praticamente em toda a extensão territorial.
Com enorme capacidade de multiplicação, Cyperus rotundus pode formar até 40 toneladas de matéria vegetal por hectare. Para isso, extrai o equivalente a 815 kg de sulfato de amônio, 320 kg de cloreto de potássio e 200 kg de superfosfato por hectare, calculados para 30 toneladas de massa vegetal.
Cyperus rotundus é uma planta perene, com reprodução por sementes, mas proporcionalmente pouco significativa, pois menos de 5% das sementes formadas são viáveis. A principal multiplicação é por tubérculos e bulbos subterrâneos. Em temperatura baixa, o seu desenvolvimento e multiplicação se dão com lentidão. Temperatura elevada é muito bem tolerada; na verdade não se conhece outra espécie vegetal que tolere temperaturas mais altas que Cyperus rotundus. Sua capacidade de sobrevivência em condições adversas é enorme. Períodos prolongados de seca ou inundação do terreno são suportados. Os tubérculos perdem a viabilidade se dessecados e o revolvimento do solo em época seca ajuda a diminuir o número de tubérculos viáveis na área. A parte aérea é sensível a sombreamentos, podendo-se até eliminá-la com sombreamento prolongado. A fotossíntese é efetuada pelo ciclo C4, altamente eficiente em regiões quentes.
Cyperus rotundus é uma planta herbácea com porte entre 15–50 cm nas condições brasileiras. Pelo intenso desenvolvimento de cadeias de pseudo-tubérculos no solo formam-se clones de considerável tamanho. Dos bulbos basais e tubérculos de tiririca formam-se extensos sistemas de rizomas que se desenvolvem horizontalmente e verticalmente que podem se aprofundar até 40 cm. Os rizomas em si não tem gemas, mas de espaço a espaço ocorre uma hipertrofia, semelhante a um tubérculo, no qual ocorrem gemas. Durante os primeiros meses de formação das plantas, o sistema vascular é contínuo através de rizomas e hipertrofias. Em plantas mais velhas, a continuidade dos rizomas é interrompida, o que explica a dificuldade de translocação de herbicidas sistêmicos. Quando os rizoma são rompidos naturalmente ou quando ocorre movimentação do solo causando corte dos mesmos, as gemas adicionais são estimuladas, causando alastramento da invasora. A maioria das hipertrofias que são responsáveis pela formação dos tubérculos se encontra a menos de 15 cm de profundidade, mas algumas podem ser encontradas até 30 ou 40 cm. Num hectare altamente infestado, podem ser encontradas dezenas de milhões de hipertrofias, sendo comum ocorrerem de 2 000 a 4 000 emergências por metro quadrado.
O extrato de folhas e tubérculos de Cyperus rotundus L. aumentam o enraizamento adventício de diferentes espécies. Esses extratos contêm grande quantidade de auxinas e compostos fenólicos que promovem o enraizamento de estacas e mudas.